# Musca pavida
Musca pavida är en tvåvingeart som först beskrevs av Johann Karl Wilhelm Illiger 1807.  Musca pavida ingår i släktet Musca och familjen parasitflugor.
Artens utbredningsområde är Tyskland. Inga underarter finns listade i Catalogue of Life.